# جغرافیای دیرینه

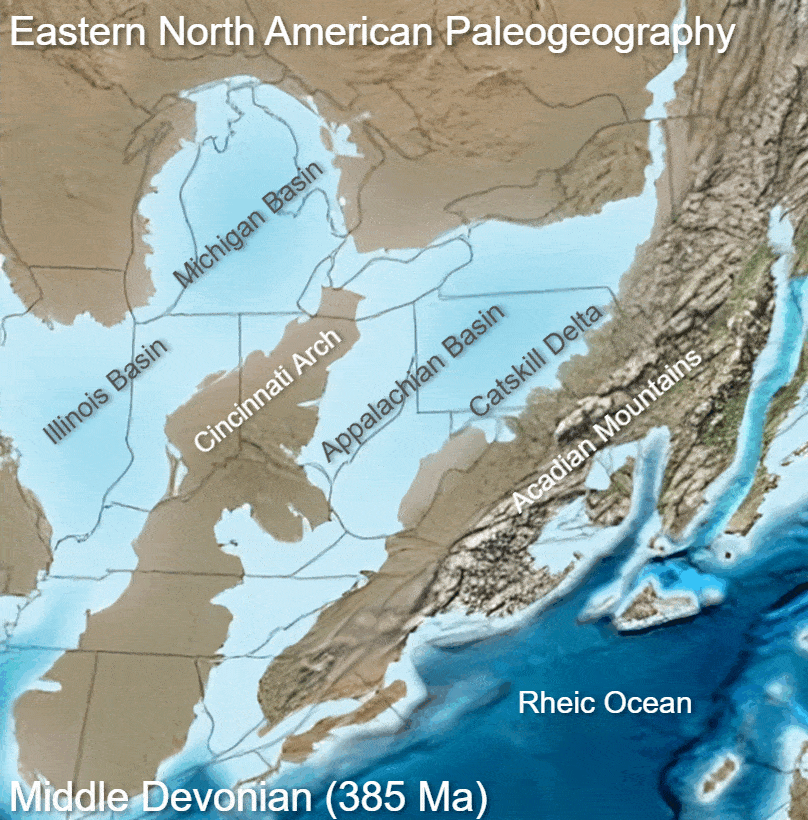
بازسازی دیرین‌جغرافیایی حوضه آپالاش در دوره دوونین میانی

دیرین‌جغرافیا یا جغرافیای دیرینه (به انگلیسی: Palaeogeography)، مطالعه تاریخی موضوعات جغرافیا به‌ویژه چشم‌اندازهای طبیعی است. جغرافیای دیرینه مطالعه محیط‌های انسانی یا فرهنگی را نیز در بر می‌گیرد. اگر تمرکز جغرافیای دیرینه به‌طور ویژه بر مطالعه زمین‌چهر‌ها باشد، از اصطلاح زمین‌ریخت‌شناسی دیرینه (پالئوژئومورفولوژی‌) استفاده می‌شود.
دیرین‌جغرافیا اطلاعات موردنیاز جهت مطالعه علمی موضوعات گسترده‌ای را فراهم می‌کند؛ مثلاً تحلیل دیرین‌جغرافیایی حوضه‌های رسوبی نقش مهمی در زمین‌شناسی نفت ایفا می‌کند، زیرا شواهد محیط‌های ژئومورفولوژی قدیمی سطح زمین، در آثار چینه‌شناختی حفظ شده‌اند. دیرین‌جغرافیادانان همچنین محیط‌های رسوبی مرتبط با سنگواره‌ها به‌عنوان نشانه‌ها و شواهدی از توسعه فرگشتی گونه‌های منقرض‌شده را مطالعه می‌کنند. شواهد دیرین‌جغرافیایی در توسعه نظریه رانش قاره‌ای و نیز نظریه زمین‌ساخت صفحه‌ای نقش دارد و اطلاعاتی دربارهٔ شکل و موقعیت عرض جغرافیایی ابرقاره‌هایی مانند پانگه‌آ و اقیانوس‌های قدیمی مانند پانتالاسا فراهم می‌کند و بنابراین بازسازی قاره‌ها و اقیانوس‌های پیشاتاریخی را امکان‌پذیر می‌سازد.